# Центральна Усадьба совхоза «Новоорський»
Центральна Усадьба совхоза «Новоорський» (рос. Центральная Усадьба совхоза «Новоорский») — село у складі Новорського району Оренбурзької області, Росія.
Стара назва — совхоз Новоорський.

## Населення
Населення — 1352 особи (2010; 1471 у 2002).
Національний склад (станом на 2002 рік):
- росіяни — 65 %